# Flexamia zamora
Flexamia zamora är en insektsart som beskrevs av Delong och Hershberger 1948. Flexamia zamora ingår i släktet Flexamia och familjen dvärgstritar. Inga underarter finns listade i Catalogue of Life.